# GSC1870-1299
GSC1870-1299 — хімічно пекулярна зоря спектрального класу A1, що має видиму зоряну величину в смузі V приблизно 0,0.